# 4833 Meges
A 4833 Meges (ideiglenes jelöléssel 1989 AL2) egy kisbolygó a Naprendszerben. Carolyn Shoemaker fedezte fel 1989. január 8-án.